# Virgen de la Caridad
La Virgen de la Caridad es uno de los cultos y nombres que recibe la Virgen María. Bajo esta advocación es la patrona de las ciudades españolas de Cartagena (Murcia), Sanlúcar de Barrameda (Cádiz), Illescas (Toledo), Villarrobledo (Albacete), Loja (Granada), Camarena (Toledo), La Garrovilla (Badajoz), Guadalcázar (Córdoba), de la mexicana Huamantla, en Tlaxcala y de la isla de Cuba, siendo la patrona de este país desde el 1916 cuando el papa Benedicto XV otorgó este nombramiento y donde la veneran como Virgen de la Caridad del Cobre.
La Iglesia católica conmemora la festividad de la advocación el 8 de septiembre.

## Patrona de Cartagena

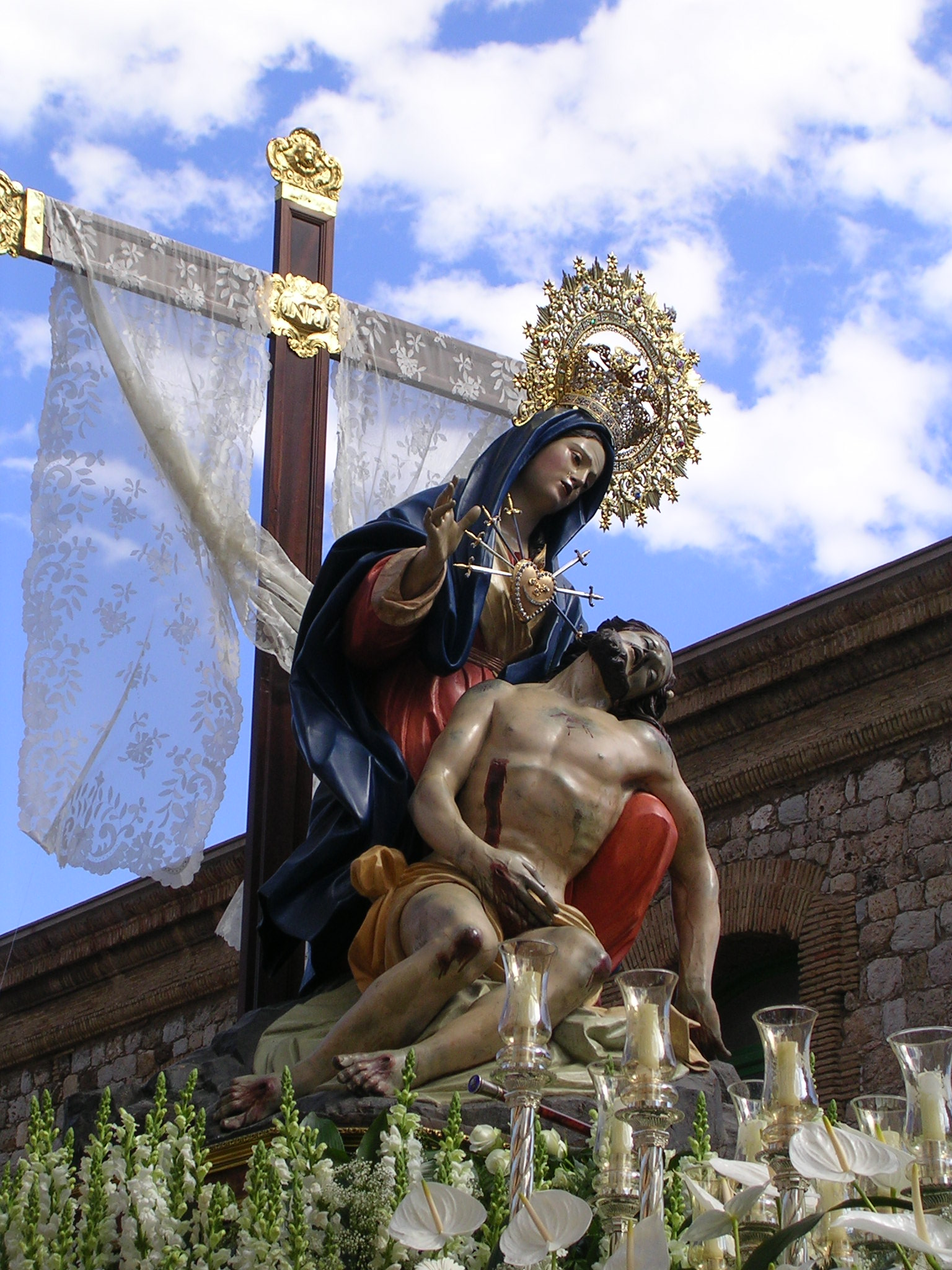
Virgen de la Caridad, patrona de Cartagena.

La imagen fue encargada por el Santo y Real Hospital de Caridad, siendo realizada en Nápoles por el imaginero Giacomo Colombo en el año 1723. A instancias de Manuel Aurrich y Torres, Francisco Irsino, hermano de la mencionada congregación, se desplazó a aquella ciudad volviendo con la imagen.
Fue tal la expectación que despertó la belleza de la imagen que ya desde su desembarco en el puerto de la ciudad comenzó a extenderse la devoción a la misma. Pese a que los pormenores de su adquisición y llegada a la ciudad están documentados, se acuñaría con los años una leyenda, sin ninguna base real, que le da un carácter milagroso a la llegada de la talla.
Se instaló en una capilla anexa al hospital, entonces situado en el centro de la ciudad, y poco después se construyó para ella una iglesia frente al mismo, templo en el que la imagen se situaba en un gran retablo de Nicolás de Rueda, realizado entre 1755 y 1767.
Volvería a cambiar de ubicación poco más de un siglo más tarde, cuando fue inaugurado su actual templo, la basílica de la Caridad, en septiembre de 1893 siendo entonces y nuevamente anexo al hospital. Es de planta circular y conserva un notable patrimonio artístico, con obras de Salzillo, Roque López o Wssell de Guimbarda. En el mismo se instaló también el antiguo retablo de Nicolás de Rueda, en esta ocasión en una de las capillas laterales.
La Virgen fue coronada canónicamente en 1923, siendo costeada la corona por el pueblo. Dado que las joyas de la imagen —entre ellas, la corona— fueron robadas en la Guerra Civil, le sería restituida en un acto de homenaje celebrado en 1955.
Aunque la talla, como propiedad del Hospital de Caridad, tenía como fin únicamente el de su capilla, la devoción popular fue mucha. A lo largo de los siglos XVIII y XIX en varias ocasiones la Virgen de la Caridad debió salir en rogativas, fundamentalmente en petición de lluvia. Incluso el mismo Ayuntamiento solicitó tales salidas a la Junta de Gobierno del Hospital.
También saldría en rogativas con motivo de enfermedades, como un brote de cólera que se produjo mediado el siglo XIX (véase: Pandemias de cólera en España).
La creciente devoción popular le ha dado a la Virgen de la Caridad la consideración popular de Patrona de la Ciudad, en detrimento de la que venía siendo reconocida como tal: la Virgen del Rosell.
La imagen de la Virgen de la Caridad no procesiona regularmente, siendo excepcionales y contadas las salidas desde su templo.
Celebra su día grande el Viernes de Dolores, día que se inician en Cartagena las procesiones de Semana Santa.

## Patrona de Sanlúcar de Barrameda
- Véase el artículo Nuestra Señora de la Caridad Coronada.

## Patrona de Illescas (Toledo)
- Como todas las imágenes antiguas ésta también tiene su tradición, que nos dice fue realizada por el evangelista San Lucas en Antioquía y traída a la ciudad de Toledo por San Pedro apóstol entre los años 50 y 60, cuando éste viajó a Hispania.

Debió pertenecer a San Ildefonso, cuando era arzobispo de Toledo y en el año 636 vino a Illescas a fundar un monasterio de la orden de San Benito, donde coloca la imagen de la Virgen.
- Con la llegada del Cardenal Cisneros a la villa de Illescas, el monasterio de San Ildefonso debía estar en ruina, por lo que se pasó la imagen de la Virgen, a la capilla del Hospital de la Caridad que acababa de levantar el Cardenal. En esta primitiva capilla la Virgen debió obrar sus primeros milagros, entre ellos el de Francisca de la Cruz, en 1562.

- La Virgen que hoy se admira en el Santuario es una talla del siglo XIX, pero se conserva una más antigua, posiblemente del siglo XIII. Lo más probable es que con la invasión musulmana se destruyera la imagen de la Virgen que trajo San Ildefonso en el siglo VII, pero tras la reconquista hacia el siglo XII o XIII se debió realizar una réplica de la anterior, una talla de la Virgen sedente con el Niño en brazos, seguramente morena y de estilo románico.

- Hacia el siglo XVI, cuando llega a España la moda de vestir a las imágenes, se le serró la cabeza y las manos para poderla engalanar con los mantos que la regalaban. Y ya en el siglo XIX, se decide sustituir el rostro moreno de la Virgen antigua por uno más blanco y sonrosado, que es el hoy contemplamos.

### El milagro
Sobre las nueve de la mañana del día 11 de marzo de 1562, había ingresado en el hospital una moza tullida, Francisca de la Cruz, que tenía las pantorrillas pegadas a los calcañares y no podía andar sino a gatas. Venía echada de bruces sobre un borriquillo con dos costales de paja atados a lo largo de los lados del lomo. Era acompañada del hospitalero de Torrejón de Velasco, Pedro Marcos y su mujer Mari Rodríguez, e iba camino de Toledo, dónde ingresaría en el Hospital de los Incurables.

Ella había oído hablar de las mercedes de la Virgen de la Caridad, y recién llegada, la hospitalera le recomienda acuda a la Sra. a suplicar salud. Se hallaba en el patio del Hospital echada al sol y andando a gatas se llegó hasta cerca de la entrada a la capilla. Había muchos testigos, y abiertas las puertas, comenzó a hacer oración rogando a la Sra. le diera salud en sus piernas o la llevase de esta vida. Luego le vino un sudor con desmayo que no sabía si era a causa de no haber comido. Siguió arrastrándose hasta las gradas del altar y sentada en ellas y la hospitalera que la vio se arrimó a ella con un báculo, pero Francisca sin ayuda alguna se incorporó y salió por sus pies andando por todas las salas del hospital, proclamando a voces el milagro y también salió por las calles del pueblo. Serían como las dos de la tarde.[cita requerida]

## Patrona de Villarrobledo

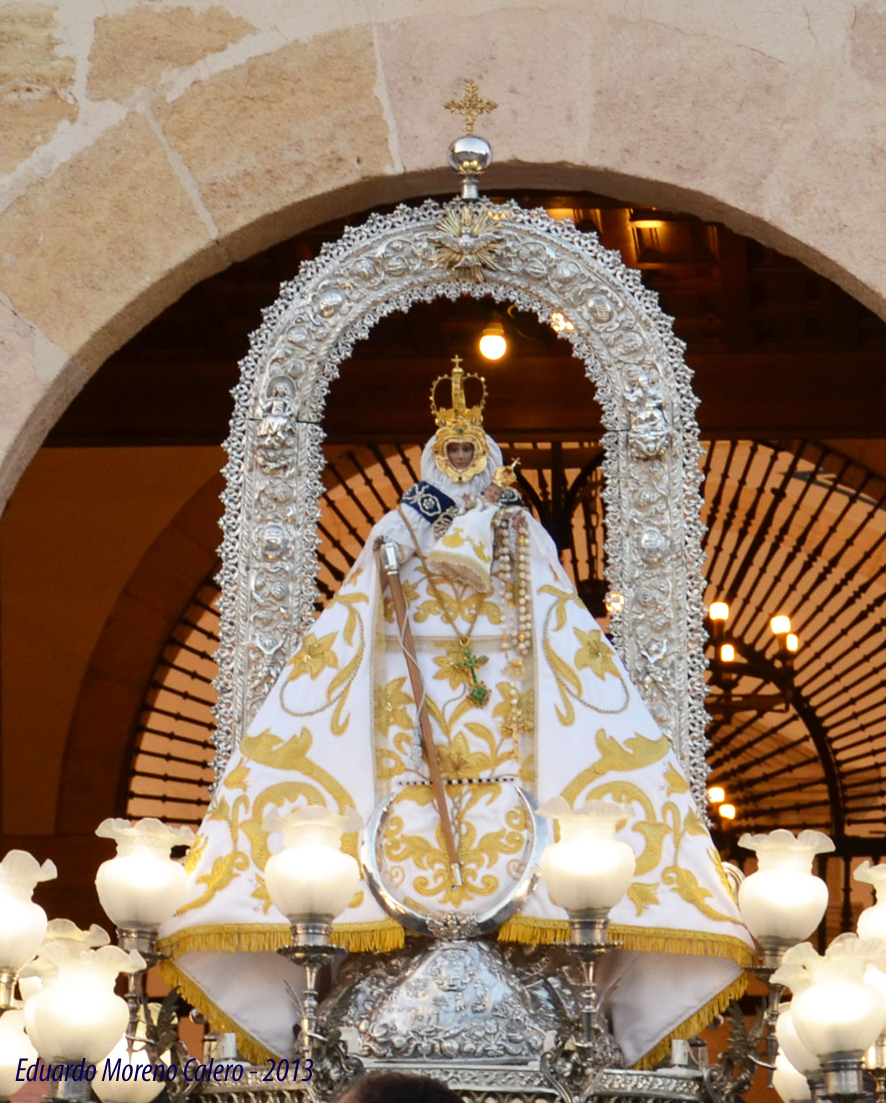
Imagen de Nuestra Señora de la Caridad, patrona de Villarrobledo, durante la celebración del Dulce Nombre en 2013.

Los habitantes de la ciudad de Villarrobledo (Albacete), mediante Junta General de Vecinos, proclamaron como patrona a la Virgen de la Caridad el 30 de mayo de 1773, siendo confirmado su patronazgo por el Arzobispo de Toledo el 14 de junio de 1777. Fue coronada canónicamente en 1988 en un multitudinario acto que congregó a 30 000 personas en el campo municipal de Deportes Nuestra Señora de la Caridad. Su imagen preside el Santuario de Nuestra Señora de la Caridad, cuyo origen se sitúa en el siglo XV y ha sido construida en varias etapas.
Cuenta la tradición como la talla de la Virgen con su Niño, fue encontrada por un labrador en la llamada Era de Carrasco, en la parte más alta de la ciudad junto al actual Santuario. El labrador se la llevó a su casa y volvió a desaparecer. De vuelta a aquel lugar, encontró nuevamente a la Virgen en el mismo sitio y por más que intentó llevársela a su casa, siempre desaparecía y la volvía a encontrar en el mismo altozano. Los habitantes del pueblo interpretaron que la Virgen quería que se le edificase allí un templo y así se hizo.
Otra tradición dice que la aparición de la Virgen se produjo en la Cueva del Moro, cerca del sitio aludido y que fue abandonada por un morisco fugitivo que, portando la sagrada imagen, se cobijó en dicha cueva y la dejó allí.

## Patrona de Camarena (Toledo)

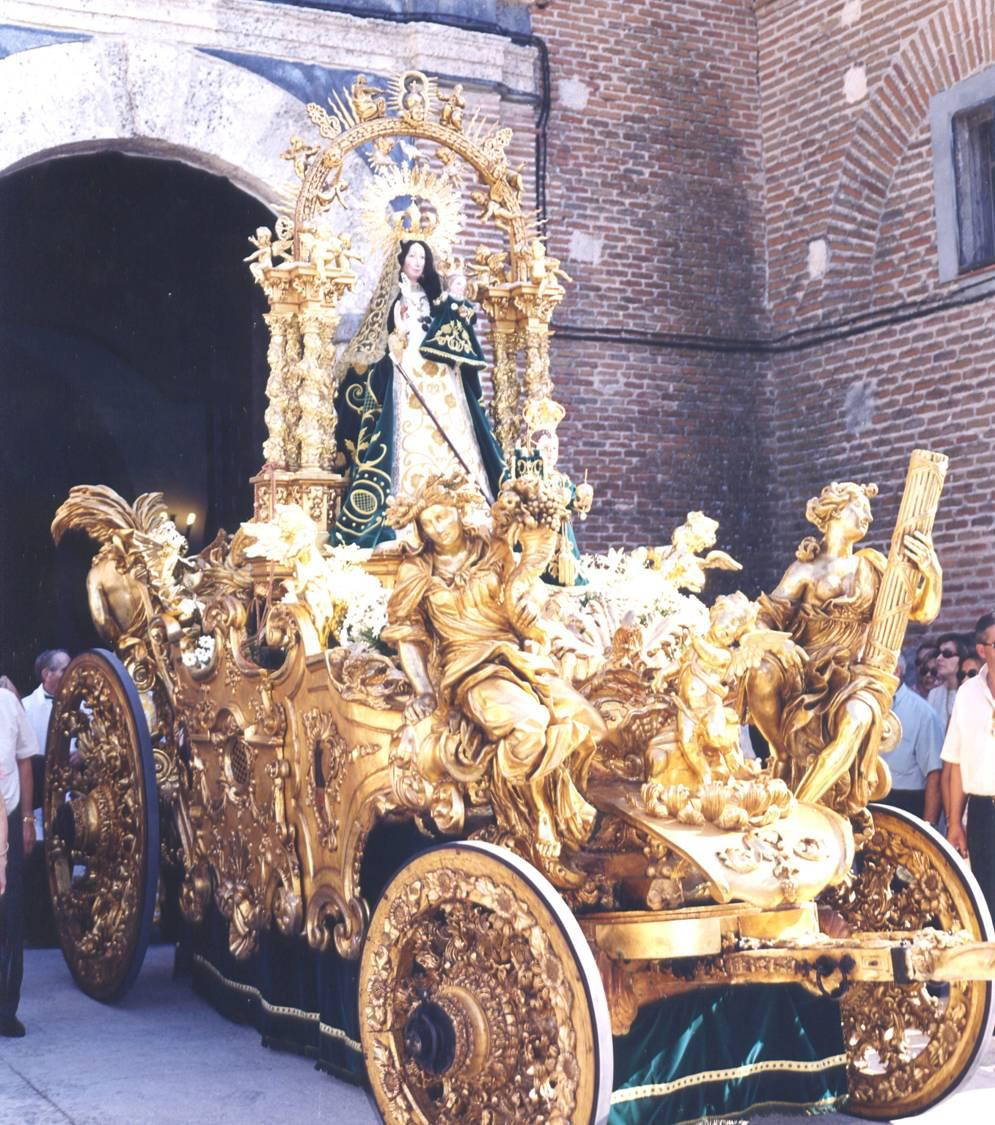
La Virgen de la Caridad a su salida del templo el día 15 de agosto.

Es venerada en la iglesia de San Juan Bautista. Se encuentra en un retablo barroco de finales de Renacimiento, realizado por Mateo de Cibantos entre 1652 y 1655. Su fiesta es celebrada el día 15 de agosto, día de la Asunción de Nuestra Señora. Sobre esos días se celebran las fiestas mayores de la localidad. En 1986, la imagen fue nombrada alcaldesa honoraria de la localidad. También sale en procesión el Domingo de Carnaval.
Su origen se remonta al año 1237, cuando fue encontrada la imagen en el paraje conocido como la Fuente Santa por una pastorcita, el día de la víspera de la Asunción de la Virgen. Ella contó en el pueblo que se le había aparecido la Virgen de la Caridad y que quería habitar entre ellos, al llegar las autoridades civiles y eclesiásticas al dicho lugar se encontraron con la imagen que trasladaron a la villa. Hoy en día, existe un altar y un parque recreativo en el mismo lugar.
Esta imagen solo sale del templo dos veces al año, el día 15 de agosto y el domingo de Carnaval en una carroza fechada en un principio en el siglo XVIII. Se trata de una carroza barroca dotada de gran ornamentación. Está decorada con esculturas doradas de tamaño natural, con temas profanos y de la mitología grecorromana. No se sabe con exactitud el origen exacto de esta deslumbrante carroza, pero una de las informaciones más importantes sobre su procedencia, según el investigador local Daniel Cristóbal Morell, aclara que fue la carroza que utilizó el rey Luis I para su coronación. La carroza fue regalada al ilustre camarenero Sebastián de Flores, por los reyes Felipe V e Isabel de Farnesio y que previamente fue utilizada por el rey Luis I para su coronación.

## Patrona de Cuba
Su Santuario Nacional, Basílica Menor, se encuentra en un cerro en las proximidades de El Cobre, a unos 14 km al oeste de Santiago de Cuba.
La Virgen de la Caridad, es la advocación mariana con mayor número de devotos en toda la isla de Cuba, en cuyo territorio existen numerosas parroquias y cofradías bajo su titularidad.
Recibe anualmente innumerable cantidad de peregrinos y en la Capilla de los Milagro situada justo debajo del camarín donde se encuentra la imagen original, se pueden contemplar los exvotos depositados por los fieles. Entre los artículos expuestos en dicha capilla se encuentra la medalla al Premio Nobel de Literatura, concedida al escritor estadounidense residente en Cuba Ernest Hemingway en 1954, dedicada por el laureado novelista a todo el pueblo de Cuba y entregándola en persona en dicho santuario en 1955.

## Patrona de La Garrovilla (Badajoz)
- Es venerada en la iglesia de Nuestra Señora de la Asunción en La Garrovilla. Es patrona de dicho pueblo y celebra sus fiestas en su honor el primer lunes de Pascua.

- Tiene su origen en 1494, bajo la advocación de «la Virgen de Lácara», que más tarde pasó a ser la «Virgen de la Caridad». Cuenta la leyenda que alrededor de 1490, dentro de un ambiente marcado por la lluvia, en los aledaños de la villa, fue encontrada una imagen de talla morena en las riveras del río Lácara, levantándose una ermita en el lugar de la aparición.

- Procesiona el primer lunes de Pascua por las calles de La Garrovilla acompañada por una banda de música. A su procesión acuden todos los garrovillanos y muchísimas personas que vienen de fuera a ver a la virgen. Es una de las procesiones más bella de la comarca. En la semana de la procesión comienza la Solemne Novena en honor a Nuestra Señora de la Caridad.

- La imagen cuenta con numerosísimos mantos y sayas de los que destaca su manto de salida blanco bordado. También destacar su paso procesional con gran talla y de pan de oro.

- La imagen preside la parroquia en su retablo, el cual fue restaurado en 2009 incorporando dos nuevas partes laterales. También en el retablo se encuentras cuatro imágenes de San Pedro, San Pablo, San Joaquín y Santa Ana, y diez óleos del pintor pacense Julián Campos.

## Patrona de Guadalcázar (Córdoba)
En Guadalcázar (Córdoba), la imagen de Nuestra Señora de la Caridad es venerada en la iglesia de Nuestra Señora de Gracia, siendo la patrona de la localidad junto al Cristo de la Salud. Ostenta además el título de alcaldesa perpetua y la medalla de oro de la villa. Las fiestas en su honor se celebran en torno al 15 de agosto, día en que sale en procesión.

## Patrona de Huamantla, Tlaxcala
La Virgen de la Caridad es la patrona de Huamantla, el 14 de agosto de cada año la imagen sale en procesión en la tradicional noche que nadie duerme, donde procesiona por más de 5 kilómetros durante la madrugada del 15 de agosto.